# Blanka Vogelová
Blanka Vogelová (21. února 1958 Praha – 6. dubna 2022 Praha[zdroj?]) byla česká výtvarnice, producentka a knihkupkyně. V pozdějších letech se proslavila hlavně v oblasti hudby a divadla.

## Životopis
Blanka Vogelová, roz. Škvrnová se narodila 21. února 1958 v Praze. Již od útlého věku byla velmi tvořivá a kreativní. Vystudovala výtvarnictví a svou výtvarnou a grafickou činností působila na mnoha místech v Praze a celé ČR, od obchodních výloh a reklamních štítů v centru měst, až po tisk. V prvním manželství se jí narodila dcera Kristýna, v druhém syn Martin. Po rozvodu se rozhodla věnovat své velké lásce – knihám. Díky své sečtělosti a ochotě se stala jedním z nejvyhledávanějších pražských knihkupců. Nadále se věnovala drobným výtvarným činnostem. Po seznámení s Jaromírem Vogelem a pozdější svatbě naplno využila svého kreativního potenciálu a smyslu pro organizaci. Založila hudební agenturu Vogel music agency a v roce 2012 spolek Muzika Judaika. V tomto spolku se převážně sdružovali a stále sdružují umělci a příznivci židovské hudby a kultury. Stala se jednou z hlavních představitelek židovské kultury jak v Praze, tak i ve světě. Podílela se, či organizovala velkou řadu kulturních projektů propagujících Jaromírovu hudební tvorbu, i s dalšími umělci, a to v rámci ČR i v zahraničí. Též spolupracovala, organizovala, či přímo vymyslela množství hudebních a divadelních představení, muzikálů, filmů, přednášek a výstav. Na většině projektů spolupracovala se svým manželem Jaromírem Vogelem, režisérkou Olgou Struskovou a dalšími. V roce 2015 se společně s Jaromírem stali členy organizace Operace Ester za záslužnou činnost v oblasti židovské kultury a v roce 2018 byli přijati do Řádu křižovníků s červeným srdcem – Cyriaci. Společně s manželem byla majitelkou jedné z sbírky hudebních nástrojů v Evropě. Sbírka se neustále doplňuje o nové přírůstky z cest do zahraničí.
Každý rok pořádala festival Mažif (mezinárodní festival židovské hudby). Festival vždy trval několik dní a vystupovalo zde velké množství umělců jak z ČR, tak i ze zahraničí. Také organizovala každoroční festival židovské hudby v Holešově. Jednalo se převážně o hudbu ve stylu Klezmer. Mezi další známé kulturní projekty, které sama navrhla a organizovala nebo na kterých se podílela, patří: Koncert k 102. výročí narození sira Nicholase Wintona, Symfonická svita Shalom Winton, Symfonická svita Duchifat, Chaim be tikva, Mazkaret (v Rudolfinu, účastnilo se 118 umělců), OPUS pro Franze Kafku, Praha srdce národů, Judafest, Inspirenes pro Rabi Lowa, Shlomo Ha Melech (Král Šalomoun), Biblické ženy a další. Mezi ty méně známé, ale v daných kruzích oblíbené jako Estrádní revue – Co by se Vám mohlo líbit, Poláčkovo léto, Festival Další břehy, koncerty pro trio Makabara, Jewish violin in Prague, realizace koncertů pro postižené, benefičních koncertů. koncertů pro děti a samozřejmě pro poměrné velké množství méně známých, i velmi známých umělců jak v Česku, tak i v zahraničí.
U divadelní a muzikálové tvorby spolupracovala na řadě představení. Mezi ty nejznámější patří: Z deníku hraběnky M (v hlavní roli Zora Jandová), Odkaz Berty Suttnerové – Kinské, Královna koloběžka, Svět naruby (Takzvaný ráj), Zapomenutý velikán a Vizionář Jindřich Waldes. Mezi filmovou tvorbu na které se podílela patří převážně - Sólo pro Jaromíra Vogela (film o Jaromíru Vogelovi), dále dokument Muž, který prožil Auschwitz, Vršovické blues a Sie riefen mich Nummer 170287.
V průběhu let pořádala a organizovala, též spolupracovala na kulturních akcích, výstavách, přednáškách a autogramiádách. Mezi ty známější patřily: Hudba pod Davidovou hvězdou, nebo O čem se nemluví – autogramiáda s režisérkou Olgou Struskovou a spisovatelem Janem Potměšilem a mladými lidmi a herci s Downovým syndromem.
V roce 2020 bylo Blance Vogelové diagnostikováno zhoubné nádorové onemocnění. Navzdory zdravotním problémům a vyčerpávající léčbě pokračovala ve své práci, kterou milovala do posledních chvil. Zemřela 6. dubna 2022 v Praze.

## Galerie

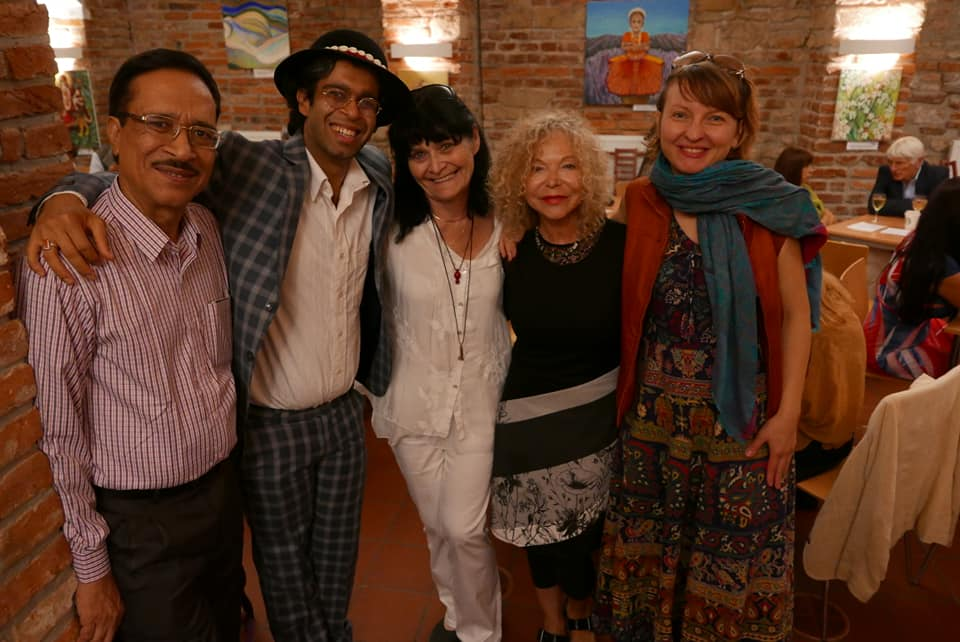
Blanka Vogelová po koncertu na festivalu Mažif
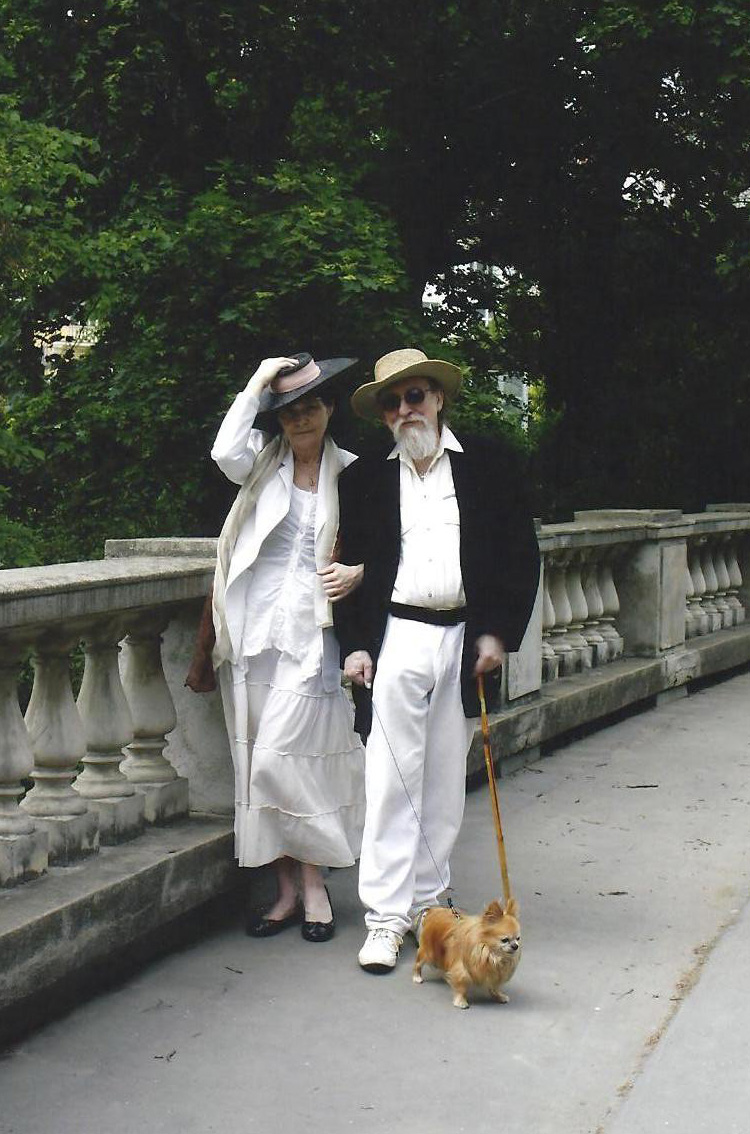
Blanka a Jaromír Vogelovi
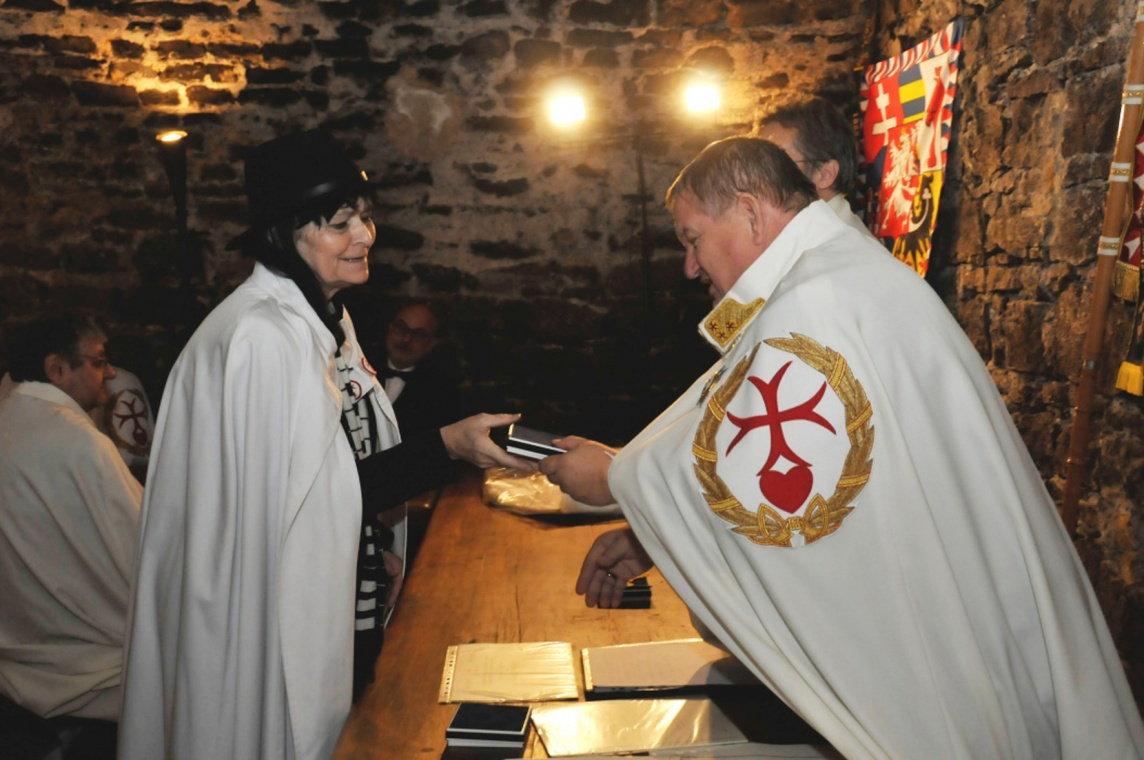
Blanka Vogelová u přijímání k Cyriaci
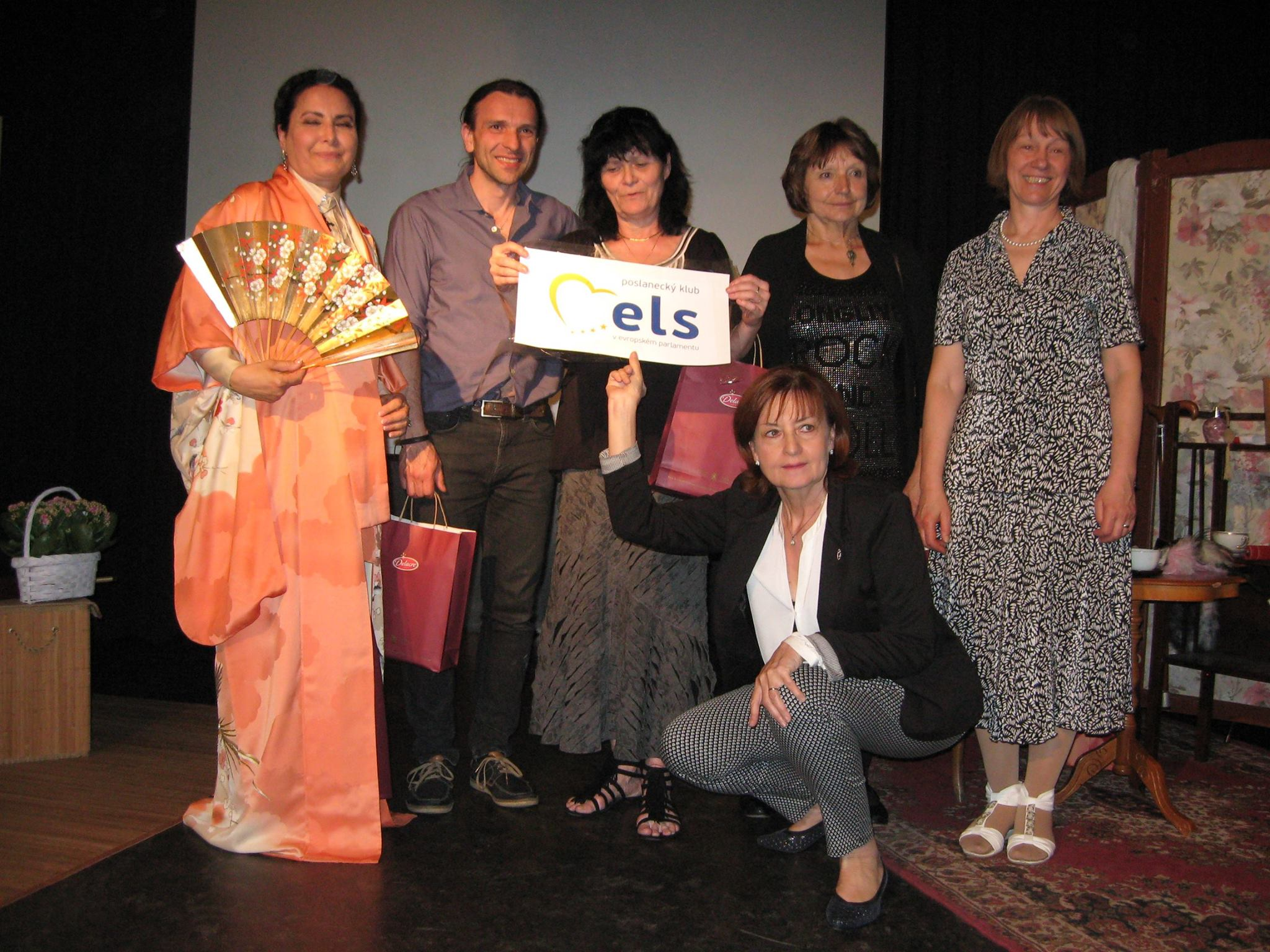
Divadelní představení Mitsuko, příběh hraběnky M. v Bruselu
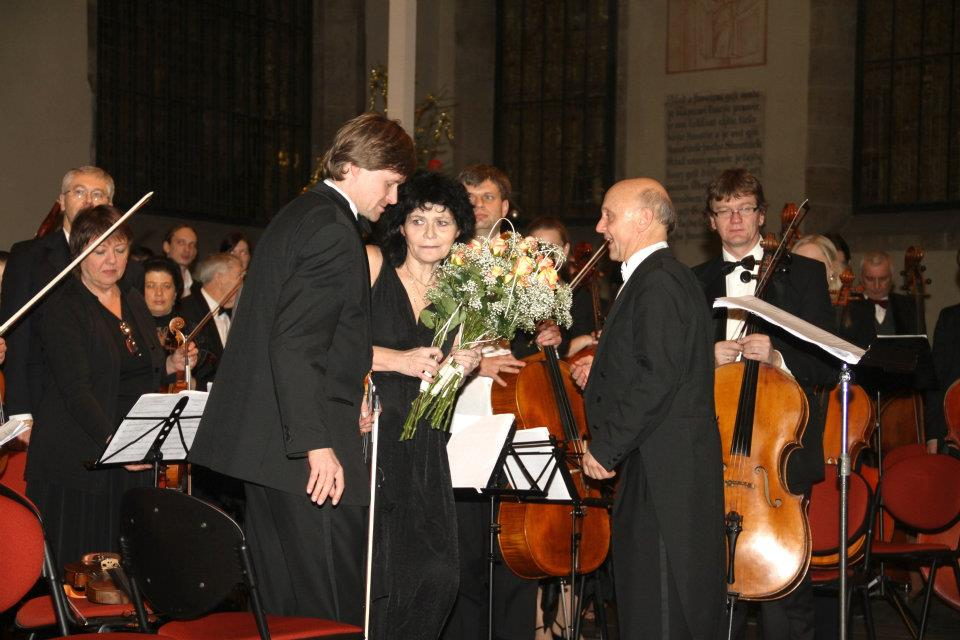
Ze symfonické svity SHALOM WINTON